# Los juegos del hambre (película)
Los juegos del hambre (título original en inglés: The Hunger Games) es una película de ciencia ficción, acción y drama. Dirigida por Gary Ross y basada en la novela best-seller del mismo nombre de Suzanne Collins. Está protagonizada por Jennifer Lawrence, Josh Hutcherson, Elizabeth Banks, Liam Hemsworth y Woody Harrelson. Fue lanzada el 21 de marzo de 2012 en Francia y otros países, en las Filipinas el 22 de marzo y en los Estados Unidos su estreno fue el 23 de marzo de 2012, al igual que en gran parte de Iberoamérica en los cines convencionales e IMAX. En España se estrenó el 20 de abril de 2012. Fue bien recibida por los críticos, que elogiaron el desempeño de Lawrence así como los temas y mensajes, mientras que fue criticada por su ligeramente suavizada violencia y cámara un poco inestable.

## Argumento
La nación de Panem está dividida en 12 distritos, gobernados desde el Capitolio. Como castigo por una revuelta fallida, cada distrito se ve obligado a seleccionar dos tributos, un chico y una chica de entre 12 a 18 años.
Katniss Everdeen, de 16 años, del Distrito 12, se ofrece como voluntaria para ocupar el lugar de su hermana menor Primrose en los 74º Juegos del Hambre. Ella y su compañero de tributo Peeta Mellark son escoltados al Capitolio por su acompañante Effie Trinket y su mentor Haymitch Abernathy, el único ganador vivo de los Juegos del Distrito 12. Haymitch insiste en la importancia de conseguir patrocinadores, ya que pueden proporcionar regalos que podrían salvar vidas durante los Juegos. Mientras se entrena, Katniss observa a los "Profesionales" (Marvel, Glimmer, Cato y Clove), voluntarios de los Distritos 1 y 2 que se han entrenado para los Juegos desde una edad temprana. Durante una entrevista televisada con Caesar Flickerman, Peeta expresa su amor por Katniss, lo que ella ve inicialmente como un intento de atraer patrocinadores; más tarde se entera de que su admisión es genuina.
Al comienzo de los Juegos, Katniss toma algunos de los suministros colocados alrededor de la Cornucopia, una estructura en el punto de partida, y escapa por poco de la muerte. La mitad de los 24 tributos mueren en el combate inicial, y sólo 11, incluidos los cuatro Profesionales, sobreviven al primer día. Katniss trata de mantenerse alejada de los demás, pero Seneca Crane, el Vigilante Jefe de los juegos, provoca un incendio forestal que la lleva hacia ellos. Se topa con los Profesionales, con los que aparentemente se ha aliado Peeta, y huye hacia un árbol. Peeta aconseja a los Profesionales que la esperen. A la mañana siguiente, Katniss ve a Rue, la joven tributo del Distrito 11, escondida en un árbol adyacente. Rue le llama la atención sobre un nido de “Rastrevíspulas” avispas venenosas genéticamente modificadas. Usando un cuchillo, Katniss hace que el nido caiga sobre los Profesionales que duermen debajo; Glimmer muere, pero las otras escapan. Katniss se desorienta al ser picada varias veces. Peeta regresa y le dice que huya.
Rue ayuda a Katniss a recuperarse y se convierten en amigas y aliadas. Katniss destruye los suministros que los Prefesionales almacenaban detonando las minas que los custodiaban, mientras Rue proporciona una distracción. Más tarde, Katniss encuentra y libera a Rue de una trampa, pero Marvel le lanza una lanza que la empala. Katniss lo mata con una flecha. Consuela a Rue cantándole y, tras su muerte, adorna su cuerpo con flores, lo que desencadena una revuelta en el Distrito 11. El presidente Coriolanus Snow advierte a Crane sobre los disturbios.
Haymitch persuade a Crane para que cambie las reglas y permita que haya dos ganadores siempre que sean del mismo distrito, sugiriendo que esto pacificará al público. Después del anuncio, Katniss encuentra a un Peeta gravemente herido. Otro anuncio promete que lo que más necesita cada superviviente se proporcionará durante un “banquete” en la Cornucopia a la mañana siguiente. A pesar de la vehemente oposición de Peeta, Katniss sale a buscar medicinas para él, pero es emboscada y atacada por Clove, que se regodea de la muerte de Rue y se prepara para matarla. Thresh, el tributo masculino del Distrito 11, escucha esto y mata a Clove. Perdona a Katniss una vez, en honor a Rue. La medicina cura a Peeta de la noche a la mañana.
Mientras busca comida, Katniss oye un cañón que anuncia una muerte. Corre hacia Peeta, que ha recogido, sin saberlo, bayas mortales de bloqueo nocturno conocidas como 《jaulas de noche》. Descubren a la "Comadreja", el tributo femenino del Distrito 5, muerta tras haber ingerido las jaulas de noche que recogió tras observar a Peeta. Crane libera entonces unos mutos,bestias genéticamente modificadas, que matan a Thresh y obligan a Katniss, Peeta y Cato -los tres últimos supervivientes- a subir al tejado de la Cornucopia. Cato le hace una llave de cabeza a Peeta y lo usa como escudo humano contra el arco de Katniss. Peeta indica a Katniss que dispare a la mano de Cato, lo que permite a Peeta lanzarlo a las bestias de abajo. Katniss lo mata con una flecha para acabar con su sufrimiento.
Crane luego revoca el cambio de regla permitiendo que ganen dos vencedores. Peeta le pide a Katniss que le dispare, pero ella lo convence de comer jaulas de noche juntos. Justo antes de que lo hagan, Crane los declara apresuradamente co-victoriosos. Luego, Haymitch advierte a Katniss que se ha ganado enemigos a través de estos actos de desafío. Snow, corona a Katniss y Peeta como vencedores de los 74º Juegos del Hambre.

## Reparto
| Actor/Actriz       | Personaje                                |
| ------------------ | ---------------------------------------- |
| Jennifer Lawrence  | Katniss Everdeen                         |
| Josh Hutcherson    | Peeta Mellark                            |
| Liam Hemsworth     | Gale Hawthorne                           |
| Woody Harrelson    | Haymitch Abernathy                       |
| Elizabeth Banks    | Effie Trinket                            |
| Willow Shields     | Primrose Everdeen                        |
| Paula Malcomson    | Asterid Everdeen                         |
| Donald Sutherland  | Presidente Coriolanus Snow               |
| Stanley Tucci      | Caesar Flickerman                        |
| Toby Jones         | Claudius Templesmith                     |
| Wes Bentley        | Seneca Crane                             |
| Lenny Kravitz      | Cinna                                    |
| Brooke Bundy       | Octavia                                  |
| Kimiko Gelman      | Venia                                    |
| Nelson Ascencio    | Flavius                                  |
| Latarsha Rose      | Portia                                   |
| Alexander Ludwig   | Cato                                     |
| Isabelle Fuhrman   | Clove                                    |
| Amandla Stenberg   | Rue                                      |
| Leven Rambin       | Glimmer                                  |
| Jack Quaid         | Marvel                                   |
| Jacqueline Emerson | Finch La comadreja                       |
| Dayo Okeniyi       | Thresh                                   |
| Kalia Prescott     | Tributo Femenino del Distrito 3          |
| Ian Nelson         | Tributo Masculino del Distrito 3         |
| Tara Macken        | Tributo Femenino del Distrito 4          |
| Ethan Jameson      | Tributo Masculino del Distrito 4         |
| Chris Mark         | Tributo Masculino del Distrito 5         |
| Jacqueline Emerson | Tributo Femenino del Distrito 5          |
| Kara Petersen      | Tributo Femenino del Distrito 6          |
| Ashton Moio        | Tributo Masculino del Distrito 6 (Jason) |
| Leigha Hancock     | Tributo Femenino del Distrito 7          |
| Sam Ly             | Tributo Masculino del Distrito 7         |
| Mackenzie Lintz    | Tributo Femenino del Distrito 8          |
| Samuel Tan         | Tributo Masculino del Distrito 8         |
| Annie Thurman      | Tributo Femenino del Distrito 9          |
| Imanol Yapez-Frias | Tributo Masculino del Distrito 9         |
| Dakota Hood        | Tributo Femenino del Distrito 10         |
| Jeremy Marinas     | Tributo Masculino del Distrito 10        |

## Casting
Lionsgate confirmó en marzo de 2011 que cerca de 30 actrices se presentaron al casting para el papel de Katniss, incluyendo a Shailene Woodley, Hailee Steinfeld, Abigail Breslin, Emma Roberts, Saoirse Ronan, Chloë Moretz, Lyndsy Fonseca, Emily Browning y Kaya Scodelario. El 16 de marzo de 2011, se anunció que Jennifer Lawrence se había hecho con el papel. A pesar de que ella tenía 20 años, es decir, cuatro años mayor que el personaje, la autora Suzanne Collins, afirmó que la actriz que interpretara a Katniss tenía que poseer "una cierta madurez y poder", y que prefería una actriz mayor antes que una joven. La autora manifestó: "Jennifer Lawrence es la "única que realmente capturó el personaje que escribí en el libro" y que poseía "todas las aptitudes necesarias para poder interpretar el papel de Katniss". Jennifer Lawrence, que era fan de los libros, tardó tres días en aceptar el papel. La actriz se sintió intimidada por la repercusión mediática que la película podría conllevar con respeto a su fama.
Tal y como afirmó The Hollywood Reporter, los aspirantes para el papel de Peeta, además de Josh Hutcherson, incluían a Alexander Ludwig (que fue escogido posteriormente como Cato), Hunter Parrish, Lucas Till y Evan Peters. Otros actores que fueron considerados para interpretar el papel de Gale incluían a David Henrie, Drew Roy y Robbie Amell. En abril de 2011, John C. Reilly estaba negociando con Lionsgate el poder interpretar el papel de Haymitch Abernathy, ganador de los anteriores Juegos del hambre y mentor de Katniss y Peeta. El mes siguiente, Lionsgate anunció que Woody Harrelson obtuvo el papel.

## Producción
Lionsgate Entertainment adquirió los derechos mundiales de distribución en marzo de 2009 con la compañía de producción de Nina Jacobson Color Force. Collins adaptó la novela para el cine ella misma, y su guion fue revisado por el guionista Billy Ray. Collins se anticipó a que la película tuviera una clasificación PG-13. Alli Shearmur, Presidente de producción cinematográfica de Lionsgate, y Jim Miller, Vicepresidente senior de producción cinematográfica de Lionsgate, son los encargados de supervisar la producción de la película. Shearmur dijo:
"Los juegos del hambre es una propiedad increíble y es muy emocionante para Lionsgate traerla a casa. Este es exactamente el tipo de película que veo para Lionsgate:.. joven, emocionante, inteligente y vanguardista. Estamos deseando trabajar con Nina y Suzanne para crear una película que satisface el hambre de las audiencias sobre entretenimiento de alta calidad".
Gary Ross se convirtió en el director en noviembre de 2010. Fireman's Fund Insurance Company aseguró la producción, pero como parte del proceso de suscripción insistió en un análisis exhaustivo para no correr riesgos de las amenazas tan diversas como las flechas desobedientes, la hiedra venenosa, osos, insectos, y una persecución a través de corrientes rápidas de agua.
Con un presupuesto inicial de $75 millones, el rodaje comenzó cerca de Brevard en el Condado de Transylvania, Carolina del Norte en el oeste de Carolina del Norte en mayo de 2011 y concluyó el 15 de septiembre 2011 con un presupuesto final reportado como entre $90 millones y $100 millones de dólares, reducido a $78 millones después de los subsidios. El director Steven Soderbergh, trabajó como director de segunda unidad. La película fue rodada en filme, en vez de formato digital debido (en parte) a la estrechez de la programación, como dijo Ross en una entrevista al New York Times, "yo no quería correr el riesgo de las cuestiones técnicas que a menudo vienen con el formato digital, simplemente no podía permitirme ningún retraso".
Lawrence se tiñó el pelo de rubio a castaño para el papel de Katniss. Ella también se sometió a una amplia formación para ponerse en forma para el papel, como tiro con arco, escalada en roca y árbol, combate, corriendo, saltando, y en yoga. Tuvo un accidente en el último día de su fase de entrenamiento de seis semanas, en el que chocó contra un muro, mientras corría a toda velocidad, pero no fue nada grave. Josh Hutcherson también tuvo que someterse a un duro entrenamiento teniendo como entrenador un antiguo Marine de los Estados Unidos, además de seguir una estricta dieta alta en proteínas y baja en carbohidratos, lo cual hizo que ganara siete kilos de masa muscular. Otras estrellas que se tiñeron el pelo para la película fueron Josh Hutcherson como Peeta y Liam Hemsworth como Gale. Lionsgate contrató al arquero (y medallista de bronce olímpico) Khatuna Lorig para enseñarle a Lawrence a disparar.
La película ha sido clasificada 12A por la BBFC en el Reino Unido por la: "intensa amenaza, la violencia moderada y ocasionales momentos sangrientos". Para lograr esa calificación, Lionsgate tuvo que reducir o sustituir los siete segundos de película de "salpicaduras de sangre y la eliminación de forma digital, de la visión de sangre en las heridas y las armas".

## Música

### Banda sonora
El primer sencillo del álbum de la película, "Safe & Sound" de Taylor Swift con The Civil Wars, salió el 23 de diciembre de 2011. Alcanzó el número uno en las listas de iTunes en 12 horas. El video musical de "Safe & Sound", fue lanzado el 13 de febrero de 2012. Junto con las canciones separadas de Swift y The Civil Wars, la banda sonora también contará con canciones de The Decemberists, Arcade Fire, The Sisters Secret, Miranda Lambert con The Pistol Annies, Neko Case, Kid Cudiel ganador al premio de la academia, Glen Hansard, The Low Anthem, Punch Brothers, Birdy, Maroon 5, Jayme Dee, y Carolina Chocolate Drops. La banda sonora será lanzada el 20 de marzo de 2012. La lista de canciones de la banda sonora fue revelado en iTunes el 13 de febrero de 2012, y el 14 "One Engine" fue lanzado como segundo sencillo. Jennifer Lawrence cantando "Rue's Lullaby" (canción de cuna de Rue), no está incluida en la banda sonora, pero estará disponible como una descarga bonus el 27 de marzo. El álbum debutó en el nº1 del Billboard 200, vendiendo 175.000 copias en su primera semana. Después en marzo del 2023, la cantante Taylor Swift vuelve a sacar su sencillo ahora titulado “Safe & Sound (Taylor’s Version)” esto luego de la disputa de los másteres de la cantante con Big Machine Records, ya que debido a que este sencillo pertenece a la otra discográfica perteneciente de Scooter Braun.

### Banda sonora original
Lionsgate anunció originalmente que Danny Elfman y T-Bone Burnett serían los encargados de la música de Los juegos del hambre, con Burnett también como productor ejecutivo de la partitura de la película y productor de las canciones de la banda sonora. Sin embargo, debido a conflictos de programación, Elfman fue sustituido más tarde por James Newton Howard. La banda sonora fue lanzada el 26 de marzo de 2012.
Arcade Fire también ha contribuido a la música original de la película. El grupo compuso, inspirándose en el fascismo, el ominoso himno nacional para Panem, titulado "Horn of Plenty", una melodía que aparece en toda la película
"Estábamos interesados en hacer música que fuera más integral en la película, así como un ejercicio mental", explicó Butler, quien co-escribió la canción con Chassagne. "Y hay un himno que se ejecuta a través de los libros, el himno nacional de los fascistas del Capitolio. Así como un experimento mental, tratamos de escribir lo que pudiera parecer. Es como la idea del Capitolio de sí mismo, en el fondo". Además, añadió que "no es una canción pop o algo así". Más de un himno nacional podría ser tocado en un gran evento deportivo como el los juegos del hambre. Así que "hicimos una estructura para eso, y luego James Newton Howard hizo una versión cinematográfica de lo que sucede en varios lugares en la película". El himno nacional de Panem compuesto por Arcade Fire ha recibido buenas críticas; de acuerdo con Spin Mobile, lograron la hazaña de hacerlo sonar limpio tanto como Arcade Fire y exactamente igual que un himno futurista.
La película también contó con una pista análoga bastante oscura de la década de 1970 compuesta por Laurie Spiegel en la "escena de la Cornucopia".

## Diferencias entre la novela y la película
- En la novela, Katniss recibe el Sinsajo de Madge. En la película, mientras ella comercializa lo que cazó, ve el Sinsajo y le pregunta a Sae cuál es su precio, a lo que esta responde que se lo tome gratis. Katniss se lo lleva a Prim, y esta se lo devuelve después de la cosecha. Madge jamás aparece en la película.
- En el libro, los ojos de Peeta son descritos de color azul por Katniss. En la película, son de color marrón verdoso.
- En el libro, Katniss es visitada por el padre de Peeta e incluso le deja galletas de regalo después de que Prim y su madre se vayan. En la película, nunca sale el señor Mellark en persona, solo en una fotografía.
- En el libro, antes del desfile de los tributos, Cinna da la indicación a Peeta y a Katniss que se tomen de la mano, y más tarde, cuando Katniss desea soltarse, Peeta le pide que no lo haga porque siente que va a caerse. En la película, es Peeta quien tiene la idea de agarrar la mano de Katniss, y se la toma cuando el desfile ya ha comenzado.
- La escena con Katniss y Peeta en el techo del centro de formación, donde el último le dice a la primera cómo quiere demostrar a todos que él no es solo una pieza en sus juegos, en la película, esta escena se lleva a cabo junto a la ventana de su ático. El equipo del Distrito 12 aparece rara vez en el tren.
- En el libro, cuando Katniss dispara una flecha a los Vigilantes, uno de ellos (cuyo nombre no se descubre hasta En llamas) se cae en un cuenco de ponche. En la película esto no ocurre, sino que ella le dispara a una manzana en la boca de un puerco cocinado.
- En la película, Katniss nunca expresa su odio a la Capital, lo que hace demasiado en el libro.
- El vestido de Katniss para la entrevista se supone que está cubierto de joyas, lo que hace que se vea como si estuviera en llamas aunque solo sea la luz que golpea los cristales. En la película, su vestido tiene un poco de fuego sintetizado que solo se activa cuando da vueltas.
- Katniss no menciona su amor por el estofado de cordero del Capitolio.
- Haymitch aparece hasta la escena del tren. En la novela, aparece en la cosecha.
- En la película, la mochila que toma Katniss del suelo durante el baño de sangre es de color negro, en el libro, esta es de color naranja muy brillante.
- La Cornucopia, en el libro, tiene forma de cuerno, es dorada y las cosas están alrededor de ella. En la película, es una estructura abstracta, negra y plateada con forma de cono y tiene las cosas adentro y alrededor.
- En la novela, la chica que encendió el fuego en la noche fue encontrada por los tributos profesionales y por Peeta. Después de pensar que la mataron, se dan cuenta de que no suena el cañón, por lo que Cato envía a Peeta para asegurarse que la niña esté muerta. En la película, la niña murió de inmediato.
- En la novela, los tributos del Distrito 4 son profesionales. En la película esto no se menciona.
- En la película parece haber algún sentimiento entre Cato y Glimmer. En el libro no dice nada, aunque parece haber algo entre Cato y Clove. Dado que son del mismo distrito podrían haber sido pareja.
- En la novela, la chica tributo del Distrito 4 muere junto a Glimmer durante el ataque de las rastrevíspulas. En la película, solo se ve a Glimmer entre los muertos.
- Nunca se señaló que los vendajes con hojas le ayudaron a Katniss a retirar el dolor de las rastrevíspulas y en el libro se señala que son masticadas por Rue hasta que se vuelven una pasta.
- En la película, Katniss mata a Marvel disparándole una flecha en el abdomen después que este matase a Rue. En la novela, Katniss lo mata disparándole una flecha en el cuello.
- Después de la muerte de Rue, hay un rebelión en el Distrito 11, esto no es narrado en el libro.
- Cuando el Distrito 11 ve lo que Katniss hizo por Rue le envían pan, que según ella, identificó gracias a que Peeta le había enseñado a diferenciarlos. En la película no se muestra.
- Después de que Katniss hace explotar la pirámide de los suministros que los profesionales habían creado, hay un sonido extraño para el espectador y se demuestra que ella no puede oír por un momento, pero luego la audiencia vuelve a la normalidad. No se ve nada que indique que ella perdió la audición en su oído izquierdo, a diferencia del libro.
- En la película no se ve que Katniss luche por encontrar agua, y en su lugar se muestra que la encuentra incluso antes de la primera noche.
- En el libro cuando el Capitolio anuncia la nueva regla, sobre que puede haber dos ganadores del mismo distrito, es de noche y Katniss está subida en un árbol y grita el nombre de Peeta. En la película es de día y Katniss jamás grita.
- En la película, Katniss recibe mensajes reales en las nota de Haymitch. En los libros, ella simplemente adivina lo que él piensa.
- En la película, el orden de las muertes de "La comadreja" y Thresh se invierten.
- En la cueva, Katniss seda a Peeta antes de que ella lo bese y se encamine al "banquete" para obtener su medicina. En la película, sin embargo, ella espera hasta que se queda dormido. Además, las escenas de la cueva se acortaron de manera significativa. Como la manera en que Katniss le consigue la cabra a Prim y también el cómo ella piensa con Peeta sobre qué pasaría si ganan los juegos.
- En el libro, se narra que durante el "banquete" la mochila de cada distrito tiene diferente forma y tamaño, en la película todas las mochilas son iguales a diferencia del número de distrito.
- En el libro, el contenido de la mochila que consiguió Katniss durante el "banquete" contiene una jeringa que detendrá la infección de la pierna de Peeta, en la película, la mochila contiene un ungüento.
- En la novela, cuando Peeta y Katniss están en la cueva hay una tormenta, en la película esto nunca pasa.
- En la novela, cuando por fin Peeta y Katniss salen de la cueva para cazar, Peeta hace demasiado ruido y Katniss le dice que vaya a recolectar comida. En la película, Peeta es el que dice que irá a recolectar.
- En la película, Katniss se asusta cuando Peeta no responde a su señal de silbido, ella corre a su lugar de encuentro y en cuanto encuentra las bayas sale en su búsqueda y choca con Peeta mientras lo busca. En la novela, en el momento que Katniss encuentra la bayas, aparece Peeta y ella casi le lanza una flecha.
- En el libro, Katniss y Peeta se encuentran en el lago cuando emerge Cato de los bosques con los lobos mutantes persiguiéndole. Cato lleva una armadura corporal que desvía una de las flechas de Katniss. La armadura del cuerpo de Cato le permite continuar en combate cuerpo a cuerpo por largo tiempo con los mutos después de que sea lanzado desde la Cornucopia. Nada de esto apareció en la película.
- En la película, los mutos parecen ser lobos de ingeniería para los juegos. En el libro, los mutos se asemejan a los tributos muertos por lo que es difícil para Katniss poder matarlos. Se describe su aspecto tan realista que Katniss y Peeta no están seguros de si los ojos que parecen de los tributos son reales.
- Nunca se muestra que después de que un tributo muera, los pájaros están tranquilos y se escucha el silbido de un Sinsajo durante la aproximación de un aerodeslizador. Después de la muerte de Rue, no se muestra qué ocurre con su cuerpo.
- En la película, se ve más al presidente Snow que en el libro, en donde él era solo un personaje secundario.
- Cuando Cato está estrangulando a Peeta en la parte superior de la Cornucopia, Peeta se lleva un dedo a su pierna y pinta una X en la mano de Cato con su sangre. En la película, Peeta solo golpea ligeramente la mano de Cato.
- En el libro, Clove es golpeada por Thresh en la sien con una roca, dejándola casi muerta. En la película en repetidas ocasiones es estrellada contra la Cornucopia, que probablemente da como resultado una fractura en el cuello.
- En el libro, Rue sigue atrapada en la red cuando es asesinada por Marvel. En la película, Rue es liberada por Katniss, y después, asesinada por la lanza de Marvel, que es a su vez asesinado por Katniss.
- En el libro, Cato se arrodilla junto a Clove cuando se está muriendo. En la película, no hay ninguna señal de Cato durante el "banquete".
- Cuando Cato cae de la Cornucopia a las garras de los mutos, en la película Katniss le dispara para sacarlo de su miseria. En el libro, Katniss y Peeta se sientan en la Cornucopia toda la noche escuchando como Cato se muere lentamente. Cuando el sol comienza a elevarse Katniss decide disparar una flecha y terminar con él.
- En la película, Cato se da cuenta del verdadero significado de los juegos (en la Cornucopia) y sabe que Peeta y Katniss debían ganar. En el libro, él no muestra tener ningún conocimiento acerca del verdadero significado de los Juegos del Hambre.
- En el libro, apenas se sabe acerca de Seneca Crane, además del hecho que fue asesinado después de los juegos porque no supo controlar el truco de las bayas que hicieron Peeta y Katniss. En la película, se ve un montón de "detrás de escenas" sobre las acciones relativas de los vigilantes y las personas que trabajan en la sala de control de los elementos de la arena.
- Cuando Katniss y Peeta son aceptados como sobrevivientes, son subidos a los aerodeslizadores, y Peeta se desmaya, por el dolor de su pierna, cosa que en la película no sucede.
- En la película, se hace suponer que Seneca Crane es persuadido a acabar con su propia vida comiéndose las jaulas de noche. Más adelante en las novelas, se señala que fue ejecutado en la horca.
- Al final, cuando están en el aerodeslizador volviendo, atienden a Peeta y a Katniss, pero nunca se muestra lo que sucede hasta la entrevista.
- En el libro, por culpa de la infección, Peeta pierde su pierna y es reemplazada por una ortopédica de metal. En la película no se muestra nunca que su pierna esté mal, por el contrario, se nota que mejora con el ungüento que le aplica Katniss.
- Cuando están volviendo a su distrito como vencedores, Peeta se da cuenta de que Katniss había actuado su amor para las cámaras, y le pide que le de su mano para poder seguir con la farsa. En la película, nada de esto aparece.
- En el libro, cuando Katniss llega al Capitolio encuentra a la misma chica pelirroja que una vez en el pasado encontró en el bosque y no la ayudó a ella ni a su chico a escapar del aerodeslizador del Capitolio, que la convirtió en una avox (esclavos sin lengua del Capitolio), más tarde antes de los juegos ella perdona a Katniss por no ayudarla a salvarse. En la película no aparece.
- En el libro se explica el significado del Sinsajo, que es "una bofetada" en la cara al Capitolio. En la película no se menciona mucho su importancia.
- En el libro, Katniss y Peeta realmente ponen las bayas de jaulas de noche en sus bocas. En la película, el juego se termina antes de que lo hagan.
- Gran parte de los pensamientos de Katniss son retratados en el libro. Sin embargo, no hay narración similar en la película.
- En el libro, Katniss y Peeta se encuentran atrapados dentro de la cueva durante varios días. También reciben numerosos regalos de los patrocinadores. Esto no sucede en la película.
- Hay mucha más intimidad entre Katniss y Peeta en el libro que en la película. Mientras que el libro narra varios besos, la película cuenta con solo uno en los labios.
- Rue comparte una gran cantidad de información sobre el Distrito 11 y su conocimiento sobre la recopilación de las bayas en el libro, pero no aparece en la película. Dado que esa información no es relevante en esta primera, la información sobre el Distrito 11 podría resultar importante en En llamas y en Sinsajo.
- En el libro, durante el entrenamiento en el que los jueces dan una puntuación a los tributos, Peeta va primero. Sin embargo, en la película, Katniss va primero y nunca se sabe exactamente lo que Peeta hace para los jueces.
- En el libro, once tributos mueren durante el baño de sangre de la Cornucopia. En la película, doce mueren en el baño de sangre, y trece mueren antes de la primera noche.
- En la película, cuando Katniss escapa de la Cornucopia, choca con "La comadreja" en el bosque. En el libro esto nunca sucedió.
- En el libro, Thresh murió a manos de Cato poco después del "banquete", mientras que en la película, muere siendo masacrado por los mutos.
- Darius, el Vigilante, no es un personaje en la película, a diferencia del libro.
- Mientras que en la película Katniss es aceptada inmediatamente como tributo, en la novela mencionan que deben elegir al tributo primero y luego ver si hay alguien que se ofrezca voluntariamente.
- En el libro, el rostro de los caídos se ve desde un aerodeslizador en el cielo nocturno después del sello y el himno del Capitolio, en la película los muestran en el cielo libre y al mismo tiempo que suena el himno del Capitolio.
- En la película, Cinna esconde el símbolo del Sinsajo en el traje de Katniss como si fuese un secreto. En el libro, cada tributo puede llevar un símbolo de su distrito siempre y cuando no se pueda usar como arma o ventaja en la arena.
- En el libro, cuando Katniss está en manos de Clove, admite que cubrió de flores a Rue y que mató al chico responsable de su muerte, y es por eso que Tresh le permite vivir. En la película el diálogo entre Clove y Katniss es más corto y esto no llega a explicarse, por lo que Tresh le perdona la vida solo porque Katniss se alió con Rue.
- En el libro ponen un recopilatorio de los momentos más destacados de los juegos durante la entrevista final, lo que le hace ver a Katniss que Peeta está realmente enamorado de ella. Esto no aparece, de ningún modo, en la película.
- En la película, cuando termina la entrevista de "La Comadreja", Caesar revela su nombre o apellido "Finch". En el libro, no es mencionado esto.
- En la película, Cato le dice al tributo del Distrito 6, Jason y en el libro no lo mencionan
- En el libro, durante el entrenamiento, cada tributo trae ropa diferente mientras que en la película los tributos traen todos la misma ropa a excepción del número de su distrito.
- En el libro el presidente Snow parte la corona del vencedor en dos y les pone una mitad a cada uno, sin embargo, en la película le pone la corona entera a Katniss.

## Temas
Las interpretaciones de temas en la película y los mensajes han sido ampliamente discutidos entre los críticos y comentaristas. En su reseña para The Washington Times, Peter Suderman expresó que "tal vez es una historia liberal, por la desigualdad y la división de clases. Tal vez es una épica libertaria de los males del gobierno autoritario. Tal vez es una revisión feminista de la ciencia-ficción de películas de acción. Tal vez sea una sátira sangrienta de la telerrealidad", pero llega a la conclusión de la película se limita a proponer estas teorías y no trae ninguna de esas teorías a una conclusión razonable.

### Feminismo
Los observadores han presentado argumentos a favor y contra de que la representación de la película es de ideología feminista. El hecho de que Los Juegos del Hambre surgió como un éxito de taquilla con una protagonista femenina representa un cambio dramático para el género de películas de acción. Históricamente, entre las "200 mejores de todo el mundo, los éxitos de taquilla ($350 millones o más), no se ha construido alrededor de una estrella de acción femenina". Manohla Dargis vio a Katniss Everdeen como una figura femenina siguiendo el linaje de "figuras arquetípicas en la literatura del Oeste americano", como Natty Bumppo, así como personajes interpretados por actores estadounidenses, como John Wayne y Clint Eastwood. Katniss también es vista como el rol de género que desafía por el hecho de que ella exhibe tanto rasgos masculinos y femeninos por igual. Dargis amplía diciendo: "Katniss es una figura de fantasía, pero en parte lo que la hace poderosa - y, sospecho, lo que la hace tan importante para un montón de chicas y mujeres - es que ella es una de las más verdaderas emocionalmente, y de los personajes femeninos más complejos de películas de éxito americanas en mucho tiempo. Ella no es pasiva, ella no es débil, y no es una chica al azar. Ella es activa, es fuerte y ella es la chica que motiva la historia". Del mismo modo, Shelley Bridgeman del The New Zealand Herald, escribió que debido a las características de la "agilidad, fuerza, valentía y destreza en la caza" no se da a un protagonista masculino, pero que Katniss, es un personaje con una abrupta salida a partir de la representación estereotipada de la mujer como ser innatamente pasiva o impotente. Mahvesh Murad de The Express Tribune dijo que el triunfo de la película es porque "una protagonista femenina joven es la protagonista", comparándola con Buffy Summers.
Kate Heartfield del Ottawa Citizen no compartía las opiniones que presentan la película o los libros en los que se basa, como ejemplo de feminismo. A pesar de ser una película de éxito con una protagonista femenina con características masculinas, que no cuestiona los paradigmas patriarcales u ortodoxas. Ella apunta al hecho de que Katniss se debate entre sus sentimientos por dos intereses amorosos masculinos, un rasgo que comparte con Bella Swan de la saga Crepúsculo, con quien se compara a menudo. Afirma que, si bien Katniss puede tener un carácter excepcional, "no es una amenaza a nuestro orden social. No hay controversia sobre las mujeres que toman clases de artes marciales o el tiro con arco. Existe una gran controversia en estos días en los Estados Unidos sobre el acceso a los anticonceptivos. La relación entre el poder femenino en los Juegos del Hambre y de las verdaderas batallas feministas de 2012 es cómodo mando a distancia".

### Religiones
Steven Zeitchik y Emily Rome, del Los Angeles Times y el Dallas Morning News informaron que, entre otras interpretaciones dispares, algunos espectadores vieron los Juegos del Hambre como una alegoría cristiana. Mientras que Jeffrey Weiss, de Star Tribune ha señalado en lo que él veía como la ausencia de religión en el universo de los juegos del hambre, Donald Brake de The Washington Times, así como Jessica Groover de Independent Tribune, afirman que la película tiene temas cristianos, como el de autosacrificio, que se encuentra en la sustitución de Katniss en el lugar de su hermana menor, de forma análoga al sacrificio de Jesús como un sustituto para la expiación de los pecados". Brake, así como otra crítica, Amy Simpson, ambos encuentran que la película también gira en torno al tema de la esperanza, que se ejemplifica en la bondad incorruptible de Katniss por su hermana, Primrose. Ella también afirma que Peeta Mellark es "una figura de Cristo" en la película. Al igual que en los acontecimientos de la pasión de Jesús, en los Juegos, Peeta es apuñalado y dado por muerto después de salvar a Katniss "obteniendo la herida que estaba destinada inicialmente para ella, y luego enterrándose en el lodo y escondiéndose en una cueva durante tres días antes de salir con una nueva oportunidad de vida". Por otra parte, la imagen cristiana del Pan de la vida se utiliza en los Juegos del Hambre. En la película aparece Peeta con "una hogaza de pan caliente", que le da esperanzas a Katniss. Una videonoticia protagonizada por Jonathan Morris salió al aire en Fox News discutiendo los temas religiosos en la película. Además, muchos pastores han escrito estudios bíblicos discutiendo las alegorías cristianas en la película.

## Recepción

### Crítica
Los juegos del hambre recibió críticas muy positivas de los críticos. Sobre la base de 266 comentarios recogidos por Rotten Tomatoes, la película tiene un 85% de calificación que la certifican como: "fresca", y una puntuación alta de 9.5/10. La película obtuvo una puntuación del 95% de los críticos más respetados. El consenso del sitio dice: "Emocionante, entretenida y una actuación magnífica, Los Juegos del Hambre captura la violencia dramática, emoción en estado puro, y el alcance ambicioso de la novela". En Metacritic, que normaliza las revisiones críticas en una escala de 1-100, la película tiene un 67, que indica "críticas generalmente favorables", basado en las opiniones de 44 críticos. Muchos críticos han alabado a Jennifer Lawrence por su interpretación de Katniss Everdeen. De acuerdo con The Hollywood Reporter, "Ella encarna a Katniss como uno la imagina en la novela". Empire UK dijo: "Lawrence es perfecta como Katniss, hay muy poca suavidad en ella, más la determinación de una melancolía de que el bien debe hacerse incluso si eso requiere hacer cosas malas". Varios críticos le han dado a la película una puntuación favorable en comparación con otras adaptaciones de ficción para jóvenes y adultos, tales como Harry Potter y Crepúsculo. Justin Craig, de Fox New, calificó la película como "excelente" y declaró: "Hazte a un lado Harry Potter. Una franquicia más oscura y más madura ha llegado para reclamar su trono". Rafer Guzmán, de Newsdayse refirió a los Juegos del Hambre como "más oscura que Harry Potter, más sofisticada que Crepúsculo". David Sexton de The Evening Standard dijo que Los juegos del hambre "está bien estructurada y muy bien actuada, sin duda, en comparación con Harry Potter".
Roger Ebert del Chicago Sun-Times dio a la película tres estrellas de cuatro, afirmando que "Los Juegos del Hambre" es un entretenimiento eficaz, y Jennifer Lawrence es fuerte y convincente en el papel central. Pero la película deja atrás preguntas obvias en su camino, y evita las oportunidades que ofrece la ciencia ficción para la crítica social; compara su mundo con las distopías en "Gattaca" o "The Truman Show". Él piensa que el director Gary Ross y sus escritores (incluida la autora de la serie, Suzanne Collins), obviamente, piensan que su público quiere ver un montón de escenas de caza y de supervivencia, y no tiene ningún interés en que la gente hable acerca de cómo un sistema de clases los está utilizando cruelmente a ellos. Él también encuentra la película demasiado larga y deliberada, ya que negocia las afueras de sus problemas morales.
Simon Reynolds de Digital Spy dio a la película cuatro estrellas de cinco, que la califica de "apasionante de principio a fin en ciencia ficción, que tiene una profundidad e inteligencia para que coincida con el valor de entretenimiento". Reynolds también elogió el desempeño de Lawrence y del director Gary Ross, cuya "cámara al hombro tosca y lista", significa que los espectadores "estaban con Katniss en cada momento del derramamiento de sangre y de su terrible experiencia en el campo de combate". El crítico de cine David Thomson, de The New Republic dio a la película una revisión muy negativa, calificándola de: "una película terrible". Criticó la falta de desarrollo de la interpretación y la incapacidad para ver cuando la acción se llevaba a cabo, llamando al estilo de la última "antiamericano".
Eric Goldman de IGN le dio a la película cuatro estrellas de cinco, que indica que el director Gary Ross, "pone el tono correcto a Los Juegos del Hambre. Esta te lleva los pies a la tierra, reflexiva y a veces muy emocional, con un escenario oscuro de debida importancia. Ross no la hace la típica película romántica de Hollywood sentimental, sino más bien la hace toda muy realista y cruda, como Katniss debe soportar estas situaciones escandalosas y horribles". La película recibió una pequeña cantidad de críticas por su estilo de cámara inestable, pero se dijo que esto le "hace a la película de cierta manera mejor". Tanto Jennifer Lawrence y Josh Hutcherson fueron elogiados por sus interpretaciones como Katniss y Peeta respectivamente, y IGN también se refirió a la inversión de papeles de todo tipo entre los protagonistas masculinos y femeninos, así como el hecho de que Lawrence es más fuerte que Hutcherson, que es raro en estos casos. Katniss es vista más como una "figura de heroína clásica" y Peeta es el que necesita ser protegido. Ross fue criticado debido a su falta de experiencia con las películas de acción, pero en general, Goldman consideró que los espectadores disfrutaran de la película, independientemente de si han leído el libro o no. Mientras que el crítico Théoden Janes del Charlotte Observer la encontró demasiado edulcorada.
Durante el fin de semana del estreno de Los juegos del hambre, el nombre de Isabelle Fuhrman se convirtió en un tema popular en la navegación por Internet debido a su escalofriante interpretación de "Clove", muchos críticos alaban su actuación, haciendo de ella una estrella en ascenso. The Atlantic sostiene que la película tiene una mejor oportunidad para ser nominada a un Premio de la Academia a la Mejor Película que Harry Potter y las Reliquias de la Muerte: parte 2 no logró, comparándola con The Dark Knight en la forma en que "no son solo los giros sorprendentemente sombríos en el éxito de taquilla estándar, si no que ofrece comentarios de resonancia sobre la sociedad, en particular el control del gobierno y la corrupción. Son multitudes los que quieren agradar con algo que decir. Y la Academia quiere decir algo".

### Precedentes en el cine y la literatura
Charles McGrath, escribiendo para The New York Times, dijo que la película va a recordar a los espectadores la serie de televisión Survivor, un poco de The Bachelorette, y el cuento corto The Lottery por la "gran" Shirley Jackson publicado en 1948 por The New Yorker. David Sexton de The Evening Standard ha comparado Los Juegos del Hambre desfavorablemente a la película del japonés Kinji Fukasaku, Battle Royale, al igual que varios otros críticos. Otros han citado el trabajo de Jackson, incluyendo Wheeler Winston Dixon, un profesor de cine en la Universidad de Nebraska-Lincoln, quien dio una larga lista de antecedentes: Battle Royale (novela de Kōshun Takami, película de Kinji Fukasaku), de William Golding, El señor de las moscas, Metrópolis, Blade Runner, Death Race 2000, y de George Orwell, 1984.
Al igual que la novela, ha habido controversia en torno a las similitudes de la película con Battle Royale, en particular, por lo cual ha sido criticada por algunos críticos como David Polonia de Movie City News. Manohla Dargis de The New York Times también la compara con Battle Royale, El juego de Ender y Crepúsculo, pero también la elogia diciendo que: "una y otra vez Katniss se rescata a sí misma con ingenio, coraje y verdadero objetivo, una combinación que hace su insistencia notable, a pesar del tacto suave de Ross y la suave interpretación de Lawrence". Steve Rose, de The Guardian se refiere a la película como "Battle Royale junto con The Running Man y Survivor". Un artículo publicado en The Atlantic, Govindini Murty hizo una lista de referencias en la película, ya que esta alude a las civilizaciones antiguas como la griega, romana y egipcia, hace referencia a las modernas, como la Gran Depresión, la guerra de Vietnam y de Irak, y la Telerrealidad.
Jonathan Looms de The Oxford Student sostiene que es: "injusto que la película solo reciba comparaciones con Battle Royale", pero que: "es muy similar a otras películas", comparándola con The Truman Show, Death Race, Bourne y Zoolander. Y que es común que lleguen a ocurrir este tipo de similitudes, y que muchas veces sean mejoradas, Quentin Tarantino ha construido su carrera sobre la base de esto.

### Taquilla
El 22 de febrero de 2012, Los juegos del hambre rompió todos los récords de preventa en entradas en el sitio Fandango. Se reportó que las ventas fueron del 83 por ciento del total, derribando el poseedor del anterior récord, The Twilight Saga: Eclipse, que estableció un récord el 14 de mayo de 2010. En la semana previa a su lanzamiento, la película agotó más de 4.300 proyecciones a través de Fandango y MovieTickets.com. La película ganó $19,7 millones sus proyecciones de medianoche, que es hasta ahora la más alta en proyecciones de medianoche para una película que no es secuela, ocupa el séptimo lugar de todos los tiempos. También estableció un récord para el día de su debut para una película que no es secuela, rompiendo el récord establecido por Alicia en el país de las maravillas (40,8 millones dólares), y el quinto más alto en su día de apertura de todos los tiempos, con $68,25 millones de dólares. En su primer fin de semana, ganó $152.5 millones, superando los registros de Alicia en el país de las maravillas para el debut más alto en un fin de semana de una película estrenada en marzo, que no es secuela y de cualquier estreno cerca de la primavera. La película obtuvo en su debut $59.250.000 a nivel internacional. Su primer fin de semana fue el más grande para cualquier película lanzada fuera de julio, que no es secuela, y la tercera más taquillera de todos los tiempos solo por detrás de Harry Potter y las Reliquias de la Muerte: parte 2 ($169,2 millones) y The Dark Knight ($158,4 millones dólares). Dos días después del estreno, se convirtió en la película con mayor recaudación de Lionsgate. Durante su segundo fin de semana, bajo un 62% con $58,6 millones, pero conservó el primer lugar. Es la primera película desde Avatar que se mantuvo en el primer lugar en la taquilla de Estados Unidos durante cuatro fines de semana consecutivos.
Los Juegos del Hambre recaudó un estimado de $408,010,692 millones de dólares a nivel nacional las primeras 24 semanas de proyección, y $277,070,258 millones en otros países, para un total mundial de $685,080,950 millones de dólares. Esto la convirtió en la más grande en un fin de semana en todo el mundo para una película que no se estrenó durante el verano o el periodo de vacaciones, ganando $211,8 millones, lo cual la dejó justo por delante de Alicia en el país de las maravillas quien tenía el récord anterior ($210,1 millones de dólares).
Fuera de Estados Unidos, la película se estrenó en el primer lugar en la taquilla del fin de semana con $59,25 millones. El país con mayor recaudación fue Australia (9.480.000 millones de dólares).

### Controversias
Durante el fin de semana de estreno de la película, se hicieron polémicas declaraciones acerca de varios miembros del elenco, lo que generó un diálogo abierto sobre temas de racismo, sexismo y la imagen corporal. En un artículo publicado el 26 de marzo de 2012, Dodai Stewart informó de que varios usuarios en Twitter publicaron tuits racistas, criticando las interpretaciones de Rue (Amandla Stenberg), Thresh (Dayo Okeniyi) y Cinna (Lenny Kravitz) por actores afroamericanos. Stewart afirma que "no es solo un coupé de tweets, no es solo una coincidencia. Hay una rabia subyacente, que sale como un prejuicio manifiesto y el racismo a secas, a Amandla Stenberg la llaman "perra negra" o "negra", y una persona escribe que a pesar de que la foto de Rue aparece con la "piel más oscura", él en realidad no lo notó el camino hasta el negro. "Es como si esa fuera la peor cosa que una persona puede ser". Stewart también aborda el hecho de que, si bien algunos de estos usuarios dicen ser fans del libro, no reconocen el hecho de que tanto Rue como Thresh son descritos por la autora Suzanne Collins como que tiene "la piel de color marrón oscuro". Stewart también señala el hecho de que en una entrevista de 2011 con Entertainment Weekly, Collins señaló que si bien ella no tiene ningún origen étnico en la mente de los personajes principales Katniss y Gale debido al hecho de que el libro está escrito en "un período de tiempo, donde cientos de años han pasado" y que sería "una gran cantidad de mezclas étnicas", explica que "hay algunos personajes del libro, que se describe más específicamente", y establece que tanto Rue como Thresh son afroamericanos. Lyneka Little de The Wall Street Journal señala que si bien es fácil encontrar publicaciones en línea intolerantes u ofensivas, los "tuits racistas sobre Los Juegos del Hambre, se deben a que esas personan son tan terriblemente ignorantes incluso para los estándares de los márgenes de la Internet, han armado una tempestad".
Fahima Haque, del The Washington Post, Bim Adewunmi de The Guardian, y Christopher Rosen de The Huffington Post, reiteran el hecho de que Rue y Thresh son descritos en Los Juegos del Hambre, con la piel de color marrón oscuro, así como la afirmación de Collins que estaban destinados a ser representados por afroamericanos. Adewunmi señaló que «se trata de esto: si el casting de Rue, Thresh y Cinna lo ha dejado desconcertado y molesto, tenga en cuenta dos cosas: una, usted puede ser un racista - felicidades. Dos, definitivamente carece de la comprensión de lectura básica» Haque observó: «el verdadero increíblemente horrible problema es solo que es un ejemplo de racismo puro. Es francamente repugnante que de un momento en otro los estadounidenses decentes estén de luto por la pérdida de Trayvon Martin, quien fue asesinado el mes pasado sin sentido, y estos lectores no tienen ningún reparo en decir públicamente que los negros arruinaron su experiencia cinematográfica». Erik Kain de Forbes vio la controversia como una forma de apreciar el valor de la libertad de expresión. Afirma que mientras la sociedad no puede estar libre de racismo, «comentarios racista hechos en Facebook y Twitter se convierten rápidamente en un registro público. Las agregaciones de estos comentarios, exponen a la gente por lo que son. Claro, muchos se esconden en el anonimato, pero muchos otros no pueden o deciden no hacerlo. Y a medida que la Internet se vuelve más civilizada y sus habitantes más responsables, este tipo de cosas tiene un peso cada vez mayor». Amandla Stenberg respondió a la controversia con la siguiente declaración: «Como una fan de los libros, me siento afortunada de ser parte de la familia de Los juegos del hambre… Fue una experiencia increíble, me siento orgullosa de la película y mi rendimiento. Quiero agradecer a todos mis fans y a la comunidad de Los Juegos del Hambre por su apoyo y lealtad». Dayo Okeniyi fue citado diciendo: "Creo que esta es una lección para que la gente piense antes de tweetear" y «Es triste… ahora puedo ver cómo es la sociedad hoy en día. Pero trato de no pensar en cosas como esas».
Un número de críticos expresaron su decepción con respecto a Jennifer Lawrence como Katniss debido al hecho de que su peso no representa a un personaje que ha sufrido una vida llena de hambre. Manohla Dargis, en su reseña de la película para The New York Times declaró: "hace algunos años la señorita Lawrence podría haberse visto con hambre suficiente como para interpretar a Katniss, pero ahora, a los 21 años, su figura seductora, femenina no se ajusta a una fantasía distópica de un pueblo muerto de hambre en total sumisión" Todd McCarthy de The Hollywood Reporter dijo que en ciertas escenas, Lawrence muestra "un poco de grasa de más". Estas observaciones han sido reprendidas por un número de periodistas para mostrar expectativas poco realistas de la imagen corporal de las mujeres. LV Anderson, de Slate dijo: "el vivir en un mundo con abundancia de calorías no significa automáticamente que todo el mundo sea obeso, viviendo en un mundo distópico como Panem con el acceso a los alimentos esporádicamente no significa automáticamente que todo el mundo sea flaco. Algunos cuerpos, me atrevo a decir, son aún mejores que el de Lawrence". Dado que ninguno de los co-protaginistas de Lawrence han caído bajo el mismo escrutinio, Anderson concluye que las quejas sobre el peso de Lawrence son inherentemente sexista. MTV pidió respuestas de la audiencia en la polémica y señaló que la crítica sobre el peso de Lawrence están "equivocados". Una de las respuestas señalaron a la descripción física de Collins sobre Katniss en la novela de Los juegos del hambre que se lee: "estoy de pie recta, y aunque estoy flaca, soy fuerte. La carne y las plantas de los bosques junto con el esfuerzo que hago me han dado un cuerpo más sano que la mayoría de las personas que veo a mi alrededor". La escritora de Los Angeles Times, Alexandra Le Tellier comentó que: "Los comentarios sexistas, junto con los racistas, hechos por los llamados "fanáticos" son los que revuelven el estómago, como comentario cultural de la película, que, en parte, brilla con luz en el tribunal de la opinión pública y su poder a veces destructivo para determinar las cosas".
La proyección de Los Juegos del Hambre se ha retrasado indefinidamente en Vietnam. La película se estrenaría el 30 de marzo de 2012, pero, según un miembro de la Junta de Cine Nacional de Vietnam, considera que la película es demasiado violenta y votó por la unanimidad por el retraso indefinido. El gobierno vietnamita recibe frecuentes críticas por la censura en Internet, especialmente de los sitios y materiales que desafían el régimen autoritario.
También ha habido comparaciones entre los niños que se matan entre sí en Los juegos del hambre, y los niños soldados del Ejército de Resistencia del Señor dirigido por Joseph Kony, en medio de la campaña de Kony 2012.

### Premios
| NewNowNext Awards 2012           | Siguiente megaestrella                     | [ 142 ]           |                                               |         |         |                                      |
| MTV Movie Awards                 | Mejor actuación masculina                  | [ 143 ]           |                                               |         |         |                                      |
| MTV Movie Awards                 | Kerrang! Awards 2012                       | [ 143 ]           | Mejor película                                | Ganador | [ 144 ] |                                      |
| MTV Movie Awards                 | Teen Choice Awards 2012                    | [ 143 ]           | Choice Movie: Sci-Fi/Fantasy                  | Ganador | [ 145 ] |                                      |
| MTV Movie Awards                 | Teen Choice Awards 2012                    | [ 143 ]           | Choice Movie Actor: Sci-Fi/Fantasy            | Ganador | [ 145 ] | Josh Hutcherson                      |
| MTV Movie Awards                 | Teen Choice Awards 2012                    | [ 143 ]           | Choice Movie Actress: Sci-Fi/Fantasy          | Ganador | [ 145 ] | Jennifer Lawrence                    |
| MTV Movie Awards                 | Teen Choice Awards 2012                    | [ 143 ]           | Choice Movie: Chemistry                       | Ganador | [ 145 ] | Jennifer Lawrence & Amandla Stenberg |
| MTV Movie Awards                 | Teen Choice Awards 2012                    | [ 143 ]           | Choice Movie: Liplock                         | Ganador | [ 145 ] | Jennifer Lawrence & Josh Hutcherson  |
| MTV Movie Awards                 | Teen Choice Awards 2012                    | [ 143 ]           | Choice Movie Scene Stealer: Female            | Ganador | [ 145 ] | Elizabeth Banks                      |
| MTV Movie Awards                 | Teen Choice Awards 2012                    | [ 143 ]           | Choice Movie: Villain                         | Ganador | [ 145 ] | Alexander Ludwig                     |
| Choice Movie Male: Stealer Scene | Teen Choice Awards 2012                    | Liam Hemsworth    |                                               | Ganador | [ 145 ] |                                      |
| Critics' Choice Movie Awards     | Mejor actriz en una película de acción     | Jennifer Lawrence | [ 146 ]                                       | Ganador |         |                                      |
| Globo de Oro 2013                | Mejor canción original                     | Nominado          | Taylor Swift & The Civil Wars "Safe & Sound"  |         |         |                                      |
| Grammy 2013                      | Mejor canción escrita para un medio visual | Ganador           | Taylor Swift & The Civil Wars " Safe & Sound" |         |         |                                      |

## Secuelas
El 8 de agosto de 2011, al mismo tiempo del rodaje de la primera película, Lionsgate había anunciado la adaptación cinematográfica de la segunda novela de la trilogía de Los juegos del hambre, En llamas, lanzada el 22 de noviembre de 2013. En noviembre de 2011, Lionsgate negoció con el guionista de Slumdog Millionaire y 127 Horas, Simon Beaufoy para adaptar la novela para la pantalla, ya que Ross y Collins estaban demasiado ocupados en la posproducción de Los juegos del hambre como para adaptar la próxima película como se había previsto. Se esperó que Ross regresara como director de la secuela, que finalmente dirigió Francis Lawrence. En enero de 2012, Ross y Beaufoy firmaron oficialmente un contrato como director y guionista, respectivamente.
Woody Harrelson reveló en una entrevista en la noche de los MTV Movie que había firmado un contrato por cuatro películas. Más tarde se reveló en la edición de febrero de The Hollywood Reporter que Jennifer Lawrence, Josh Hutcherson y Liam Hemsworth habían firmado para toda la franquicia.
En abril de 2012, surgieron informes de que Ross y Lionsgate todavía no habían llegado a un acuerdo final para que regresara como director, ya que Ross pedía que la paga fuera mayor que los $3 millones que recibió por Los Juegos del Hambre, y Jennifer Lawrence estaba bajo contrato con 20th Century Fox, para una secuela de X-Men: primera generación con Fox y que era la mayor prioridad para Lawrence, a pesar de que no había fecha de lanzamiento, ni guion o plan de rodaje. Se confirmó más tarde que "En llamas" comenzaría la producción en el otoño de 2012, con el rodaje de la secuela de X-Men: primera generación en enero de 2013, lo que permitiría a Lawrence aparecer en ambas películas. Gary Ross, no dirigió Catching Fire, afirmando que: "Como escritor y director, simplemente no tengo el tiempo que necesito para escribir y preparar la película que yo hubiera querido hacer a causa del programa de producción fija y firme".
Lionsgate anunció que el último libro de la trilogía, Sinsajo, sería adaptado al cine en dos partes. La primera parte se estrenó el 21 de noviembre de 2014, y la segunda parte el 20 de noviembre de 2015.

## The Hunger Games Adventures
Un juego de red social llamado The Hunger Games Adventures fue lanzado por Facebook para coincidir con el lanzamiento de la película. Se trata de un videojuego de rol desarrollado por Lionsgate en coalición con Funtactix.